# روزاليند سبيرز
روزاليند سبيرز (بالإنجليزية: Rosalind Speirs)‏ هي ممثلة أسترالية، ولدت في 1951 في سيدني في أستراليا.

## وصلات خارجية
- روزاليند سبيرز على موقع IMDb (الإنجليزية)
- روزاليند سبيرز على موقع قاعدة بيانات الفيلم (الإنجليزية)